# Macrozamia dyeri
Macrozamia dyeri (F.Muell.) C.A.Gardner, 1930 è una pianta appartenente alla famiglia delle Zamiaceae, endemica dell'Australia.
L'epiteto specifico è un omaggio al botanico inglese William Turner Thiselton-Dyer (1843-1928).

## Descrizione
È una cicade con fusto eretto, alto sino a 3 m e con diametro di 50-120 cm.
Le foglie, pennate, lunghe 1-2,2 m, sono disposte a corona all'apice del fusto e sono rette da un picciolo lungo 26-63 cm, di colore verde giallastro, rigonfio alla base; ogni foglia è composta da 35-50 paia di foglioline lanceolate, con margine intero e apice spinoso, lunghe mediamente 33-45 cm, di colore grigio-verdastro.
È una specie dioica con esemplari maschili che presentano da 1 a 5 coni terminali di forma cilindrica, lunghi 48-62 cm e larghi 10-14 cm, di colore giallastro ed esemplari femminili con 1-3 coni di forma cilindrico-ovoidale, lunghi 45-50 cm, e larghi 15-20 cm., di colore verdastro.
I semi sono grossolanamente ovoidali, lunghi 43-55 mm, ricoperti da un tegumento di colore rosso a maturità.

## Distribuzione e habitat
La specie è diffusa nella parte meridionale dell'Australia Occidentale.

## Conservazione
La IUCN Red List classifica M. dyeri come specie a rischio minimo (Least Concern).

La specie è inserita nella Appendice II della Convention on International Trade of Endangered Species (CITES).